# 뉴욕 소방 박물관

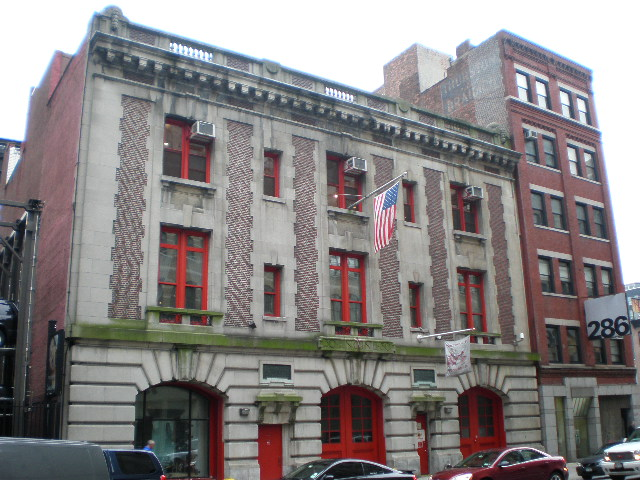
뉴욕 소방 박물관

뉴욕 소방 박물관(영어: New York City Fire Museum)은 미국 뉴욕 소호에 위치한 소방 박물관이다. 1904년부터 소방서로 사용되었던 곳이며, 1934년 박물관으로 문을 열었다.